# Наш (окръг)
Окръг Наш (на английски: Nash County) е окръг в щата Северна Каролина, Съединени американски щати. Площта му е 1406 km², а населението – 94 005 души (2016). Административен център е град Нашвил.
Окръгът носи името на генерал Франсис Наш (1742 – 1777).